# Bernat II de Besalú
Bernat II de Besalú (? - ~ 1097) fou comte de Besalú i Ripoll (1066-1097). Era fill del comte Guillem I de Besalú i la seva esposa Adelaida. Fou germà del també comte Guillem II de Besalú. Esdevingué comte a la mort del seu germà Guillem el 1066. Inicialment regí el comtat com a tutor del seu nebot, Bernat, però de fet en fou comte titular entre 1066 i 1085, i finalment, associat a ell entre el 1085 i el 1097. Protegí decididament la reforma de Gregori VII i en fou un dels principals introductors a Catalunya. Així mateix acollí el concili de bisbes que el 1077, reunits a Girona, en foren expulsats per l'arquebisbe de Narbona. Es casà amb la seva cosina Ermengarda d'Empúries, filla de Ponç I d'Empúries i de la seva tia Adelaida de Besalú. D'aquesta unió no hi hagué descendència. El comtat llavors passà al seu nebot Bernat III de Besalú.
Desde el 2014 se sap que Bernat II i Bernat III eren una sola i mateixa persona, fill de Guillem I, germà de Guillem II.